# Artevelde
L’Artevelde devait être le premier vrai navire de guerre de la marine belge. Il est mis en construction, en novembre 1939, au chantier naval Cockerill-Sambre à Hoboken. Il devait aussi servir de navire officiel de représentation et contenir des appartements royaux. Il porte ce nom en hommage à Jacob van Artevelde. 
Capturé par la Kriegsmarine en 1940, il servira de canonnière sous le nom de K 4 (Kanonenboot no 4) puis comme escorteur sous le nom de Lorelei pour le Befehlhaber der Nordsee.
Récupéré par la Royal Navy à Cuxhaven, il est remis à la Belgique en juin 1945. Il a servi dans la Force navale belge de 1946 jusqu'à sa destruction en 1954.

## Histoire
Lors de l'invasion allemande en mai 1940, plusieurs navires en construction sont capturés avant avoir pu être sabordés. L’Artevelde, proche de la date de son lancement, est remorqué par la Kriegsmarine jusqu'à Schiedam aux Pays-Bas. Il est achevé avec des matériaux de récupération sur le chantier Wilton-Fijenoord sous le nom de Kanonnenboot no 4. Le 25 avril 1943, commissionné sous pavillon de la Kriegsmarine, il est affecté comme escorteur à la Sperrbrecherflotille (flottille de briseurs d'obstructions) sous le nom de Lorelei.
Il est retrouvé, en mauvais état, au port de Cuxhaven par la Royal Navy. Rendu à la Belgique en juin 1945, il rejoint le port d'Ostende pour des réparations, armé par des marins de la RNSB (Royal Navy Section belge). En 1946, il intègre la nouvelle Force navale et reprend la mer pour le port d'Anvers. Revenu à Ostende quelques jours plus tard il effectue une seule mission, un voyage de 6 jours (15 au 20 juin 1946) pour aller à Chatham embarquer des charges de fond. Il ne naviguera plus jusqu'au 25 juillet 1947, date à laquelle il est désarmé et reste à quai à Ostende.
En 1952, il est remorqué à Zeebruges puis à Gand pour y subir un carénage et des aménagements intérieurs en prévision de devenir un casernement ou un dépôt pour les équipages du Centre d'instruction de Sint-Kruis. Une inspection technique, en 1953 le déclare inapte au service. Il est vendu le 22 novembre 1954 à J. Bakker de Bruges pour démolition.